# Северная (птицефабрика)
Птицефа́брика «Се́верная» — тайско-российское предприятие компании Charoen Pokphand Foods, крупнейшая птицефабрика на северо-западе России.

## История
Птицефабрика «Северная» — одна из последних птицефабрик, запущенных в советский период (1986 год), наиболее технически оснащённая на тот момент.
Изначально предполагался полный замкнутый цикл производства, но расчётный объём составлял не более 10 000 тонн мяса в год.
В 1997 году голландец Гейсбертус ван ден Бринк приобрёл находившуюся на грани банкротства птицефабрику в Ленинградской области.
В 1998 и 2000 годах были выкуплены дополнительные мощности в Ломоносовском и Кировском районах Ленинградской области. Племенная птицефабрика Войсковицы была полностью перепрофилирована на выпуск инкубационного яйца.
В 2003 году на территории бывшего совхоза «Мгинское» рядом с посёлком Молодцово началось строительство нового отделения птицефабрики (недоступная ссылка — история, копия)
Начиная с 2005 года в расширение производственных мощностей птицефабрики «Северная» было инвестировано 8 млрд рублей.
В 2014 году птицефабрика «Северная» вошла в пятёрку крупнейших производителей птицы в России.
В июле 2015 года была заключена сделка между компанией «Агро-Инвест Бринки Б. В.» и таиландским агрохолдингом Charoen Pokphand Foods о покупке двух птицефабрик (одной из которых является «Северная») в Ленинградской области.
Предприятие включает в себя комбикормовый завод, племенную птицефабрику «Войсковицы», инкубатор, три бройлерные площадки с птичниками в Ленинградской области, собственный цех убоя и переработки, цех утилизации, очистные сооружения, автопарк.
Птицефабрика самостоятельно закрывает свою потребность в инкубационном яйце на 70 %, остальные 30 % — это поставки из Европы.
С 2018 года птицефабрика «Северная» и все её производственные площадки полностью вошли в состав международного агропромышленного холдинга — тайского концерна Charoen Pokphand Foods (CPF), мирового лидера в области сельского хозяйства и производства аквакультуры.
В 2019 году предприятие вошло в список аттестованных на экспортные поставки в КНР и Вьетнам. Продукция экспортируется в Китай с августа 2019 года.
4 декабря 2020 года АО "Птицефабрика «Северная» презентовала свой официальный интернет-магазин.

Логотип компании, использовавшийся до 2020 года

В декабре 2020 года предприятие впервые за более чем 20 лет обновило логотип, он стал более минималистичным и строгим.
В 2021 году планируется завершить строительство новой племенной площадки родительского стада производительностью в 40 млн инкубационного яйца в год, чтобы полностью перейти на самообеспечение.
По словам исполнительного директора Валерия Кривоносова, общий объём инвестиций составит более 4,5 млрд рублей.
В ноябре 2021 года завершено строительство 16 новых корпусов на территории мгинского отделения птицефабрики рядом с посёлком Молодцово Кировского района
.
Обновление производства ведётся в рамках политики импортозамещения.
Дополнительные объёмы мяса цыплят-бройлеров планируется экспортировать преимущественно в КНР.

## Продукция
Основной вид выпускаемой продукции — мясо бройлерных цыплят.
В 2007 году объём производства мяса птицы достиг 80 тысяч тонн.
По данным Российского птицеводческого союза, в 2014 году на птицефабрике «Северная» было произведено 171 000 тонн мяса птицы, что является 5 % от всего производства в России.
В 2019 году было произведено 253 000 тонн куриного мяса — это шестое место среди производителей мяса бройлера в России, в 2020 году — 262 000 тонн, в 2021 году — 240 000 тонн.